# إم دي هليكوبترز إم دي إكسبلورر
إم دي هليكوبترز إم دي إكسبلورر (بالإنجليزية: MD Helicopters MD Explorer)، هي مروحية خفيفة بمحركين. صممت في وقت مبكر من عقد 1990، من قبل أنظمة هليكوبتر ماكدونيل دوغلاس، حاليا يتم إنتاجها من قبل شركة مروحيات إم دي، وكان منها نموذجين، الأصلي إم دي 900، وخليفتها، إم دي 902.

## التصميم والتطوير

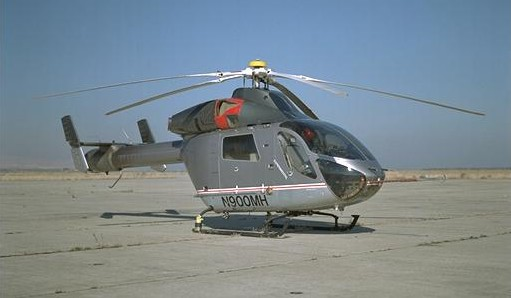
MD 900 (N900MH) Helicopter Noise Abatement Test

## المتغيرات
MD 900 Explorer

MD 901 Explorer

MD 902

MH-90 Enforcer

Combat Explorer

## المشغلين
بلجيكا
- شرطة بلجيكا[1]

 ألمانيا
- شرطة الولاية[2]

 المجر
- Hungarian Police  [لغات أخرى]‏[3]

 هونغ كونغ
- Heliservices[4]

 لوكسمبورغ
- Luxembourg Air Rescue  [لغات أخرى]‏[5]
- Luxembourg Police  [لغات أخرى]‏[6]

 المكسيك
- القوات البحرية المكسيكية[7]

 المملكة المتحدة
- Essex Air Ambulance[8]
- شرطة مانشستر الكبرى[9]
- Humberside Police[10]
- London's Air Ambulance[11]
- South Yorkshire Police[12]
- West Yorkshire Police[13]
- Yorkshire Air Ambulance[14]

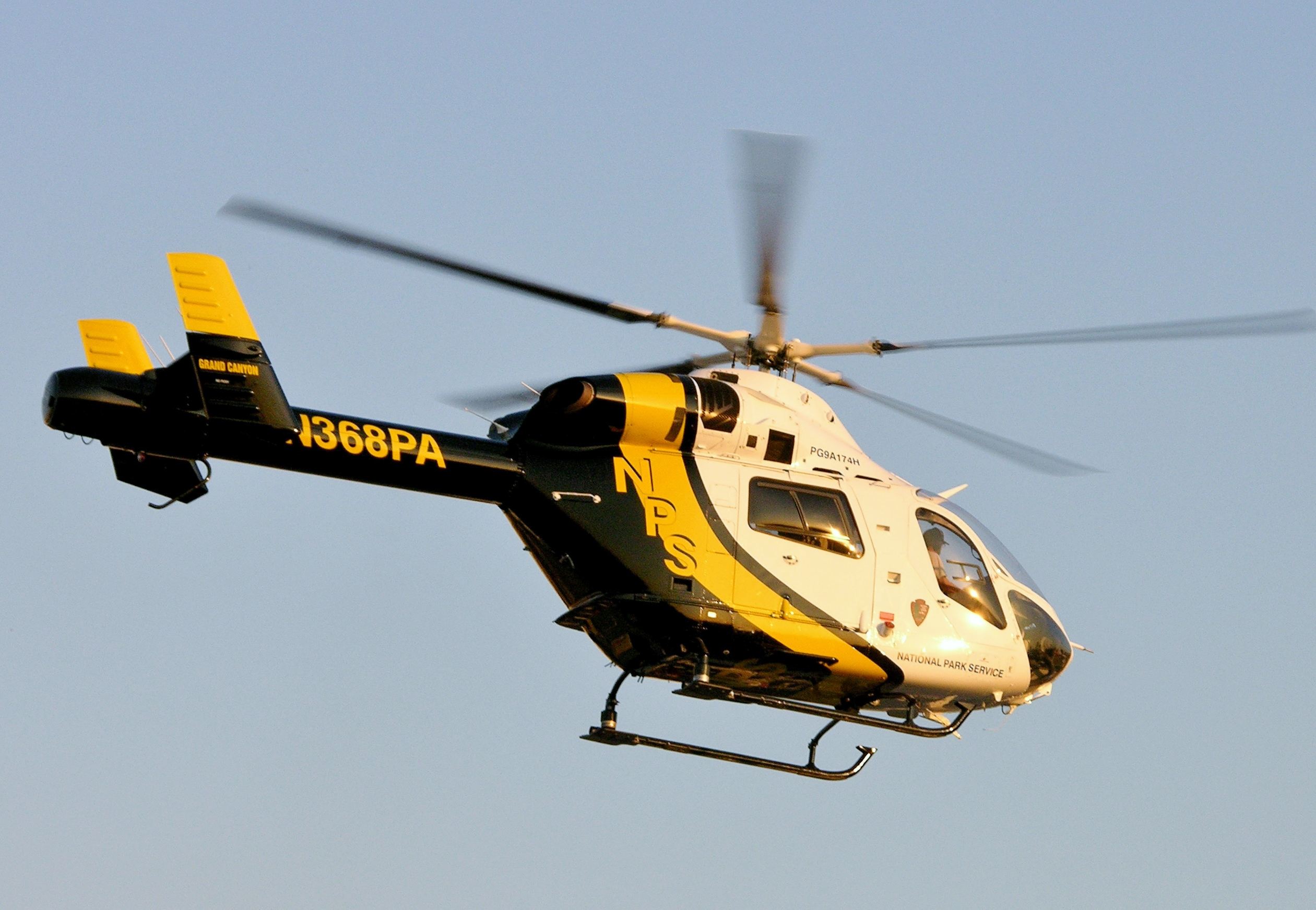
MD 900 operated by the إدارة المتنزهات الوطنية, based at متنزه غراند كانيون الوطني

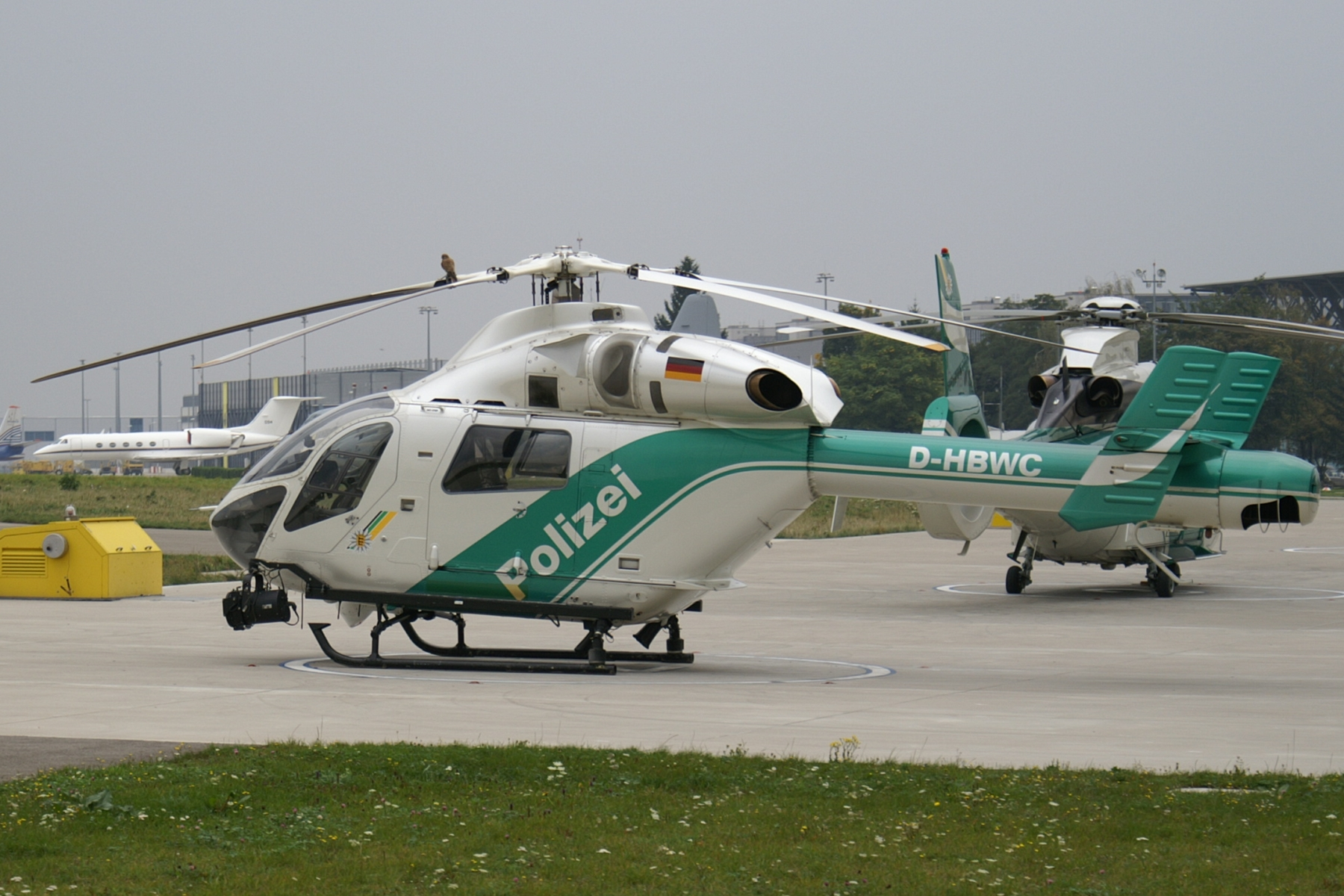
A MD 900/902 of the Baden-Württemberg State Police

- Lincolnshire & Nottinghamshire Air Ambulance[15]

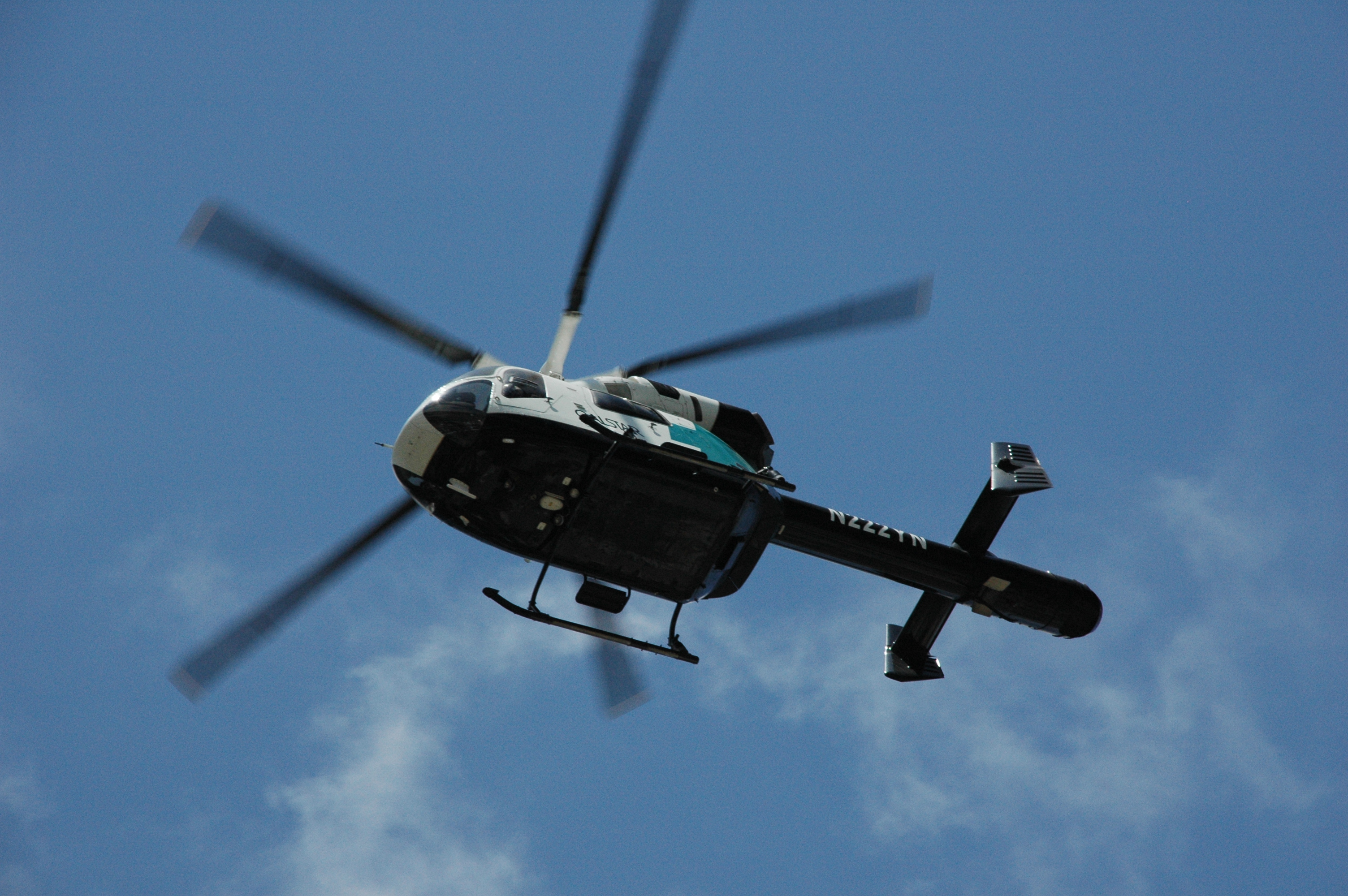
An MD Explorer operated as an إسعاف جوي by Calstar

 الولايات المتحدة
- Calstar[16]

- إدارة مكافحة المخدرات[17]
- إدارة المتنزهات الوطنية[18]
- University of Missouri Hospital[19]

### مشغلين سابقين
الولايات المتحدة
- حرس السواحل الأمريكي[20]

## المواصفات
البيانات من Jane's All The World's Aircraft 2003–2004
الخصائص العامة
- الطاقم: 1–2
- السعة: 6 ركاب
- الحمولة: 2,565 رطل داخلية أو 3,000 رطل حمولة متدلية (1,163 كغ or 1,361 كغ respectively)
- الطول: 32 ft 4 in (9.85 متر)
- قطر الدوار: 33 ft 10 in (10.31 متر)
- الارتفاع: 12 ft 0 in (3.66 متر)
- مساحة القرص : 899.0 sq ft (83.52 متر2)
- الوزن فارغة: 3,375 رطل (1,531)
- وزن الإقلاع الأقصى: 6,250 رطل (2,835 كغ) (حمولة داخلية), 6,900 رطل (3,129 كغ) (حمولة متدلية)
- محرك الطائرة: 2 × Pratt & Whitney Canada PW206E  [لغات أخرى]‏ محرك عمود دوران توربيني, 550 shp (410 kW) (continuous) الواحد

الأداء
- لا تتجاوز سرعة: 140 knots (161 mph, 259 km/h)
- سرعة العبور: 134 knots (154 mph, 248 km/h) at sea level (max. cruise)
- مدى (طائرة): 293 nmi (337 mi, 542 km) at 5,000 قدم (1,500 م)
- قدرة التحمل: 3 hr 12 min
- سقف الخدمة: 17,500 ft (5,335 m)
- معدل الصعود: 1,000 ft/min (5.1 m/s)
- Hover ceiling: 11,000 قدم (3,400 م) (in تأثير الأرض, International Standard Atmosphere)

## وصلات خارجية
- صفحة هليكوبتر- إم دي إكسبلورر
- BlueSkyRotor.com- performance datasheet of MD900 Explorer